# Парфянский поход Каракаллы (216—217)
Парфянский поход Каракаллы — военная кампания римлян против парфян в 216—217 годах, начавшаяся вероломным нападением Каракаллы, первоначально победоносная для римлян, однако завершившаяся полным разгромом римских войск при Нисибисе. В этом походе римская армия понесла катастрофические потери, однако и  ресурсы и без того истощенной междоусобными войнами Парфии были сильно подорваны, что впоследствии сыграло роковую роль в падении правящей династии Аршакидов.

## Обстановка в Римской империи в начале III века
С конца II века и до первой четверти III века в Риме правила династия Северов. Её основателем был выходец из Африки Септимий Север. Он принял участие в гражданской войне, разразившейся после смерти императора Коммода, где столкнулся с тремя другими претендентами: Дидием Юлианом, Песценнием Нигером и Клодием Альбином. После победы над ними Септимий Север назвал себя сыном Марка Аврелия и братом Коммода, присвоив себе имя Антонина, чтобы создать идеальную преемственность с предыдущей династией. Ему удалось отвоевать у парфян северную Месопотамию и разграбить Ктесифон. За эти достижения Север получил титул Parthicus Maximus. Его сын Каракалла после урегулирования вопросов с варварами на границе Дуная увеличил число солдат в провинциях Паннония и Мёзия.
Каракалла считал себя живым воплощением Александра Македонского. Чтобы оживить память о былом македонском величии, он распорядился, чтобы изображения его кумира помещались в каждом городе. Каракалла также ставил и множество своих статуй. Геродиан говорит, что в некоторых случаях статуи императора смотрелись очень смешно — где были изображения Александра и Каракаллы с каждой стороны статуи. Кроме того, император ходил в македонском костюме с широкополой шляпой и в сапогах. Затем император создал воинские подразделения, которые были похожи на македонскую фалангу. Его военачальники также должны были носить имена военачальников Александра. И, наконец, он создал из спартанцев армию, вооружив по македонскому образу. Каракалла посещал могилу Ахилла под Троей, потом достиг Антиохии, где он оставался в течение некоторого времени и посетил могилу Александра в Александрии.

### Повод к войне
Зимой 213/214 годов — до того, как покинуть Рим — Каракалла вызвал к себе царей пограничных с Парфией Осроены и Армении; Эдессу (будущую базу кампании) к началу 214 года он превратил в военную колонию, низложив правителя Осроены Абгара IX, и включил это царство в состав соседней провинции; наложил на восточные провинции обязанность создать систему пунктов для остановок; в Никомедии зимой 214/215 годов вёл конкретные приготовления к Парфянской кампании. В середине 215 года послал военный контингент в Армению под командованием Феокрита — видимо, с целью присоединить это царство, как и Осроену, но здесь римляне потерпели поражение. Вообще, планируя изначально большой завоевательный поход на Восток, император стянул сюда очень крупные воинские силы.
Вернувшись снова в Антиохию зимой 215—216 годов, Каракалла решил спровоцировать новую войну против парфянского царя — Артабана IV. Это было подражание Александру Македонскому. Каракалла предложил парфянскому царю выдать замуж его дочь за него самого. Но тот отказался, несмотря на богатые подарки, и Каракалла начал войну. После пересечения рек Тигра и Евфрата весной 216 года он вступил на территорию Парфии. В то же время парфяне в знак дружбы и союза приносили в честь римлян жертвы. Римский император, делая вид, что обрадовался, решил встретиться с Артабаном на равнине перед городом Арбела. Парфянский царь, ничего не подозревая, приехал, — и римляне атаковали его. Ошеломленный этой атакой, Артабан бежал и был ранен. Это вызвало новую войну между двумя государствами.

## Силы римской армии
Вот список легионов, участвовавших в походе: I Вспомогательный легион, I Парфянский легион, II Вспомогательный легион, II Парфянский легион, III Галльский легион, III Парфянский легион, IV Скифский легион, VI Железный легион, VII Клавдиев легион, XII Молниеносный легион, XV Аполлонов легион и XVI Флавиев Стойкий легион. И вексилляции: II Италийский легион (?), II Неустрашимый Траянов легион (?), III Августов легион, III Италийский легион, IV Счастливый Флавиев легион, V Македонский легион, X Парный легион, XIII Парный легион. Численность войска превысила 150 тысяч человек. Из них одна половина была легионерами, а остальные входили во вспомогательные части.

## Поход и смерть Каракаллы
Каракалла после предательского нападения на парфян нанёс им поражение в районе города Арбела, захватил богатую добычу и много пленных. Он решил продолжить марш к основным городам. По дороге он сжигал поселения, деревни и крепости, позволяя своим солдатам грабить всё, что они могли. В конце кампании Адиабена также была опустошена — как и большая часть территории Парфии. Однако попытка покорить Армению оказалась безуспешной. Каракалла, понимая, что его войска уже устали грабить и убивать, возвращается в Месопотамию. По словам Диона Кассия, парфяне и мидяне начали собирать большую армию, готовую дать отпор римским войскам. Из Месопотамии Каракалла отправил послов в сенат объявить, что весь восток вскоре будет покорен, и что все царства сдались ему. Сенаторы, возможно, не зная о том, что случилось на самом деле, или скорее из страха и желания польстить императору решили дать ему титул Parthicus Maximus. А сам Каракалла зимовал в Эдессе, посвящая время охоте и намереваясь подготовить новую кампанию на следующий год.
Но в 217 году Каракалла был убит в результате заговора префекта претория Макрина во время поездки в Карры. Макрин стал императором и вернулся в Антиохию, где он встретился со своим сыном Диадуменом, которого провозгласил императором. Военные действия продолжались в Месопотамии, поскольку Артабан V был полон решимости вернуть утраченные территории. Действительно, ему удалось разгромить римлян при Нисибисе, когда некогда победоносное римское войско было по сути уничтожено, Парфии была выплачена огромная контрибуция, хотя Риму удалось сохранить свою часть Месопотамии, Рим возвращал Парфии все ранее захваченные парфянские территории. Провинция Месопотамия была увеличена, вероятно до города Хатра, и оставалась под контролем Рима по крайней мере до 230 года, когда новая династия Сасанидов начала её завоевание. Царство Армения продолжало быть предметом раздора в течение ближайших двух столетий.